# Lane (Oklahoma)
Lane es un lugar designado por el censo ubicado en el condado de Atoka en el estado estadounidense de Oklahoma. En el Censo de 2010 tenía una población de 414 habitantes y una densidad poblacional de 32,2 personas por km².

## Geografía
Lane se encuentra ubicado en las coordenadas 34°17′55″N 95°59′17″O / 34.29861, -95.98806. Según la Oficina del Censo de los Estados Unidos, Lane tiene una superficie total de 20.69 km², de la cual 20.6 km² corresponden a tierra firme y (0.45%) 0.09 km² es agua.

## Demografía
Según el censo de 2010, había 414 personas residiendo en Lane. La densidad de población era de 32,2 hab./km². De los 414 habitantes, Lane estaba compuesto por el 73.43% blancos, el 0% eran afroamericanos, el 15.94% eran amerindios, el 0% eran asiáticos, el 0% eran isleños del Pacífico, el 1.45% eran de otras razas y el 9.18% pertenecían a dos o más razas. Del total de la población el 3.38% eran hispanos o latinos de cualquier raza.